# 白花柽柳
白花柽柳（学名：Tamarix androssowii）为柽柳科柽柳属下的一个种。